# Ferrovia Freilassing-Berchtesgaden
La ferrovia Freilassing–Berchtesgaden è una linea ferroviaria della Germania, a semplice binario ed elettrificata, lunga 33,67 chilometri, che dalla stazione di Freilassing, posta sulla principale linea ferroviaria Monaco–Salisburgo, porta fino a Berchtesgaden. Fino a Bad Reichenhall è classificata come linea principale.

## Storia
La prima tratta della ferrovia, Freilassing-Bad Reichenhall, è stata inaugurata nel 1866; la prosecuzione Bad Reichenhall-Berchtesgaden nel 1888. Nel 1914 la linea è stata elettrificata. Per Berchtesgaden esisteva dal 1908 fino al 1930, la tranvia Salisburgo-Berchtesgaden-Enderstein (Lokalbahn Berchtesgaden-Enderstein) delle Reali Ferrovie dello Stato bavarese. Durante il Terzo Reich questo collegamento è stato interrotto per realizzare un potenziamento a doppio binario sostituendolo con autobus. I lavori per l'estensione ferroviaria sono stati iniziati ma mai completati a causa della guerra. Alcune vestigia sono ancora presenti come un tunnel senza binari vicino alla stazione ferroviaria di Berchtesgaden, parte del progetto ferroviario incompiuto.
Nel 1914 furono immesse in servizio 4 locomotive elettriche Ep 3/6; nel 1930 e fino al 1983 vi hanno svolto servizio 8 locomotive elettriche del tipo E 44.5 DRG, (in seguito DB Br 144.502-509). Le macchine erano in dotazione al deposito di Freilassing.
Nell'estate del 2006 il servizio ferroviario regionale è stato privatizzato; un consorzio vincitore della gara di appalto che ha preso il nome di Berchtesgaden Bahn GmbH, (BLB) ne ha assunto la gestione dal mese di ottobre dello stesso anno. Dal 2006 è integrato nel sistema S-Bahn di Salisburgo, linea S3 (Salisburgo o Golling /Abtenau - Bad Reichenhall) e S4 (Freilassing - Berchtesgaden) a cadenza oraria. 
La trazione dei treni regionali passeggeri è affidata a locomotive ÖBB. Da Freilassing a Berchtesgaden e ritorno il personale dei treni regionali è della DB Regio. Da giugno 2006 a dicembre 2009 sono state utilizzate automotrici a tre unità delle serie ÖBB 4023 e 4024. Oggi il servizio è svolto con elettrotreni a 3 casse FLIRT della Stadler Rail.

## Caratteristiche

### Percorso
| Straight track |

| Unknown route-map component "S+BHF" |

| Unknown route-map component "ABZgr" |

| Unknown route-map component "ABZgr" |

| Stop on track |

| Station on track |

| Underbridge |

| Station on track |

| Unknown route-map component "hKRZWae" |

| Station on track |

| Unknown route-map component "eABZgr" |

| Stop on track |

| Straight track |

| Stop on track |

| Straight track |

| Non-passenger station/depot on track |

| Unknown route-map component "eHST" |

| Station on track |

| Unknown route-map component "eHST" |

| Unknown route-map component "KBHFxe" |

| Unknown route-map component "exABZg+l" |

| Unknown route-map component "exSTR" |

## Traffico

### Merci
È significativo solo tra Freilassing e Hammerau. La maggior parte del traffico merci sono i prodotti semilavorati del laminatoio di acciaio Annahütte in Hammerau e i container per il riciclaggio dei rifiuti e il trasporto verso l'inceneritore di Burgkirchen.